# Arnold Seematter
Arnold Seematter (1890 - 1954) was een Zwitsers politicus.
Hij was lid van de Vrijzinnig Democratische Partij (FDP). Tevens was hij ook lid van de Regeringsraad van het kanton Bern.
Seematter was van 1 juni 1936 tot 31 mei 1937 en van 1 juni 1946 tot 31 mei 1947 voorzitter van de Regeringsraad (dat wil zeggen regeringsleider) van het kanton Bern. 